# Austin Jackson
Austin Jackson (Sacramento, California, 11 de agosto de 1999) es un jugador profesional estadounidense de fútbol americano que se desempeña en la posición de lineman en Miami Dolphins, equipo de la National Football League (NFL).

## Carrera
Fue seleccionado en la primera ronda en la Reunión Anual de Selección de Jugadores de la NFL de 2020. Hizo su debut profesional con el equipo Miami Dolphins, donde lleva jugando cuatro temporadas.